# Cecilio Tieles
Cecilio Tieles Ferrer (n. en La Habana, Cuba, 5 de agosto de 1942) es un destacado pianista, profesor y musicólogo cubano.

## Formación académica
Cecilio Tieles comenzó sus estudios de piano en La Habana, con los profesores Arturo Marcelín y César Pérez Sentenat. En 1952, viajó a París, donde estudió con Madeleine Berthelier, Joseph Benvenutti y Marcel Ciampi. Desde 1958 hasta 1966, Tieles cursó estudios en el Conservatorio Chaikovski de Moscú con los profesores Samuíl Feinberg, Ludmila Róschina y Stanislav Neuhaus (hijo de Heinrich Neuhaus). Cecilio Tieles se graduó en 1963, y más tarde realizó cursos de posgrado hasta 1966.

## Pianista
En Cuba, Cecilio Tieles ha desarrollado una destacada labor como concertista, y ha ofrecido numerosos conciertos como solista y con las orquestas sinfónicas provinciales y nacionales. El también ha participado en múltiples eventos internacionales y la crítica especializada ha elogiado sus virtudes como intérprete y profesional de la música. Tieles se ha presentado como solista en Europa, Asia, África, América Latina y los EE. UU., y también ha participado en diversos festivales internacionales. 
Una parte importante de su trabajo es la actividad del dúo que integra junto a su hermano, el violinista Evelio Tieles. El dúo Tieles ha merecido el elogio de especialistas de la música en varios países y ha acumulado un vasto repertorio de obras de diferentes estilos y épocas. Debido a su elevado nivel profesional, muchos destacados compositores, entre los que se encuentran Ramón Barce, Xavier Benguerel, Harold Gramatges, José Ardévol, Nilo Rodríguez, Gottfried Glöckner y Salvador Pueyo, le han dedicado sus obras. Su dominio interpretativo les ha permitido dominar un amplio y variado repertorio, el cual incluye obras de autores cubanos contemporáneos como Juan Piñera, Alfredo Diez Nieto y Roberto Valera. 
Cecilio Tieles ha sido invitado a participar como jurado en concursos nacionales e internacionales de piano, tales como los siguientes: Ciutat de Manresa (España); Xavier Montsalvatge (España); Ernesto Lecuona (Cuba); Ignacio Cervantes (Cuba); III Concurso Iberoamericano de Piano “Escuela Nacional de Arte”, La Habana (Cuba); Festival Internacional de Música Latinoamericana (Bolivia); Concurso Internacional “Paul Badura-Skoda” (España); Concurso Internacional de Piano (Principado de Andorra) y Concurso Internacional de Piano “Cidade del Ferrol” (Galicia, España).
Tieles ha actuado como solista bajo la dirección de Olaf Koch, Gunter Herbig, Enrique González Mántici y Manuel Duchesne Cuzán, entre otros prestigiosos directores de orquesta, y ha sido invitado a participar en Festivales internacionales como los de Barcelona, Bratislava y Quito. Él ha realizado grabaciones para la Empresa de Grabaciones y Ediciones Musicales (EGREM) en Cuba, así como para otras firmas discográficas en el extranjero.

## Pedagogo
La experiencia y nivel profesional de Cecilio Tieles le ha permitido realizar una destacada labor pedagógica, tanto en Cuba como en el extranjero. Trabajó como profesor y jefe de la cátedra de piano en la Escuela Nacional de Arte (ENA) de La Habana, Cuba, desde 1967 hasta 1980, y en el Instituto Superior de Arte, en la misma ciudad, desde 1977 hasta 1984. Tieles participó como Asesor Nacional de Piano en la reforma de la enseñanza musical en Cuba, la cual se llevó a cabo en 1968. El también fue Asesor Nacional de Música de la Dirección de Enseñanza Artística del Ministerio de Cultura. 
En España, Cecilio Tieles ha conjugado su labor de pianista concertista con la pedagógica, y su papel como profesor ha sido destacado en Cataluña. En esa región de España, él ha servido como catedrático y Jefe del Área de Piano del Conservatorio Superior de Música del Liceo de Barcelona, y también como profesor en el Conservatorio Profesional de Música de Vilaseca, desde 1984. En ambas instituciones educacionales él contribuyó a impulsar reformas que resultaron experiencias novedosas en España. Muchos de sus alumnos han sido galardonados en diferentes concursos tanto nacionales, como internacionales.

La labor pedagógica de Tieles se ha extendido a varios países. Él ha impartido clases magistrales en la Universidad de Miami y la Manhattan School of Music de New York, el Conservatorio del Norte de Holanda en Groningen; el Conservatorio de Vigo, el Conservatorio de La Coruña, el Conservatorio de Santiago de Compostela y el Conservatorio de Ourense (Galicia, España), así como en Andorra, Bolivia, Venezuela y México. Más recientemente, a finales del año 2014, él impartió clases magistrales en la Sala “Steinway Piano Gallery” en Miami, Florida.

## Musicólogo
Cecilio Tieles ha mostrado un marcado interés por la investigación musicológica y la musicografía, el cual le ha conducido a profundizar en variados aspectos de la música para piano cubana, y especialmente en la obra del compositor y pianista cubano Nicolás Ruiz Espadero. La defensa de su tesis doctoral en el Instituto Superior de Artes de La Habana, fue la primera presentada por un músico en esa institución. Tieles ha grabado también una colección de obras de ese importante compositor cubano. Su labor de rescate y recuperación de la inédita Fantasía-Balada (1858), ubican a Cecilio Tieles en una destacada posición investigativa, y él es actualmente considerado un experto en la vida y la obra de Ruiz Espadero.
Su participación en el Diccionario de la Música Española e Iberoamericana acredita el alto nivel de Cecilio Tieles como investigador musicológico. Él ha editado además varios artículos en revistas musicales de reconocido prestigio como Ritmo (España) y Ferrolanálisis (España), así como en la Revista de Musicología (España) y en Múzyka (Rusia). Las clases y conferencias que imparte alrededor del mundo son muy apreciadas y respetadas.
Después de más de dos décadas de investigación y trabajo, Tieles publicó el libro “Espadero, música y nación en Cuba colonial”, el cual constituye una edición corregida y ampliada de un trabajo previo llamado: “Espadero y lo hispánico musical en Cuba”.

## Promotor cultural
Cecilio Tieles ha dedicado una parte de su tiempo en divulgar la música contemporánea y hacer labores en defensa de los músicos. Él fue director y fundador de las Jornadas de Música Cubana organizadas bajo el patrocinio de la Unión de Escritores y Artistas de Cuba desde 1976 hasta 1983. 
Tieles fundó la Associació Cultural Catalana-Iberoamericana en 1995, la presidió hasta 2016, y a partir de esa fecha es su Presidente Honorífico. El también presidió la Associació Catalana d’Intèrprets de Música Clàssica (Asociación Catalana de Intérpretes de Música Clásica) desde 2001 hasta 2010, y fue tesorero de la misma desde 2010 hasta 2014.
Cecilio Tieles es miembro fundador de la primera Junta Directiva de la Unió de Músics de Catalunya de 2003 hasta 2010, que reunía alrededor de 2500 músicos catalanes.

## Distinciones y reconocimientos
Como pianista, Cecilio Tieles obtuvo el tercer premio en el Concurso Internacional de Música Vianna da Motta de Portugal en 1966, y el octavo galardón del Concurso Margerite Long-Jacques Thibaud en París, Francia.
Tieles es presidente de la Associació Catalana d'Intèrprets de Música Clàssica (ACIMC), vicepresidente de la Unió de Músics de Catalunya (UMC) y miembro de la Unión de Escritores y Artistas de Cuba (UNEAC).